# Ảnh hưởng của các vụ nổ hạt nhân

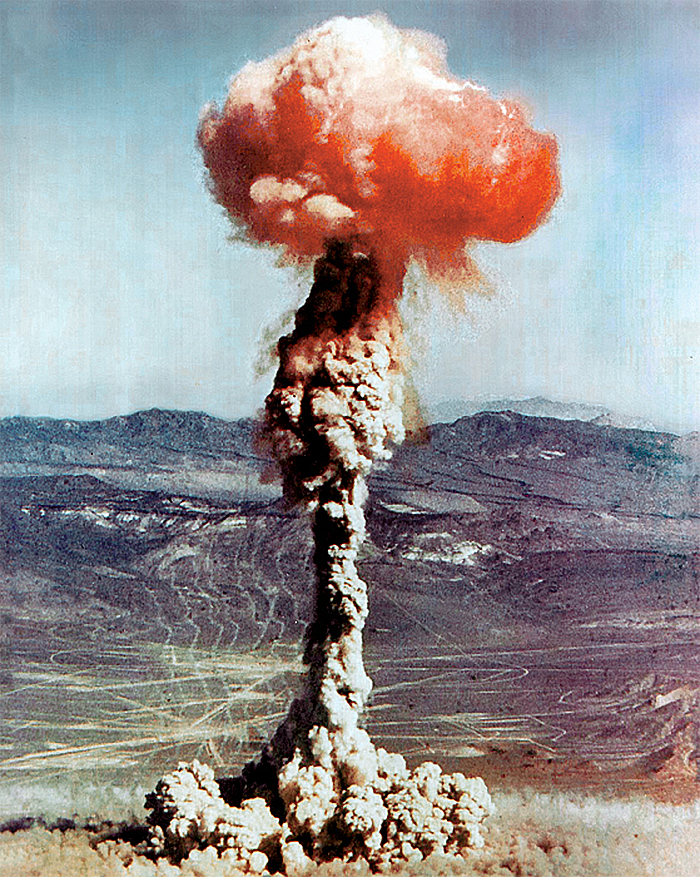
Vụ thử nghiệm Charlie của Chiến dịch Buster – Jangle tại Vùng thử nghiệm Nevada với cường độ 14 kiloton vào ngày 30 tháng 10 năm 1951. Màu đỏ/cam được nhìn thấy ở đây trên nắp của đám mây hình nấm phần lớn là do sức nóng dữ dội của quả cầu lửa kết hợp với oxy và nitơ tự nhiên có trong không khí. Oxy và nitơ, mặc dù nhìn chung không phản ứng với nhau, tạo thành các dạng NOx khi bị nung nóng đến mức dư, cụ thể là nitơ dioxide, nguyên nhân chủ yếu tạo ra màu sắc. Có những lo ngại trong những năm 1970 và 1980, sau đó đã được chứng minh là không có cơ sở, liên quan đến NOx của quả cầu lửa và sự mất ôzôn.

Những tác động của một vụ nổ hạt nhân đối với vùng lân cận của nó thường có tính hủy diệt và nhiều mặt hơn nhiều so với những tác động gây ra bởi chất nổ thông thường. Trong hầu hết các trường hợp, năng lượng giải phóng từ vũ khí hạt nhân được kích nổ trong tầng khí quyển thấp hơn có thể được chia thành bốn loại cơ bản:
- bản thân vụ nổ: 40–50% tổng năng lượng
- bức xạ nhiệt: 30–50% tổng năng lượng
- bức xạ ion hóa: 5% tổng năng lượng (nhiều hơn trong bom neutron)
- bức xạ dư: 5–10% tổng năng lượng với khối lượng của vụ nổ.

Tùy thuộc vào thiết kế của vũ khí và vị trí mà nó được kích nổ, năng lượng phân bổ cho bất kỳ loại nào trong số này có thể cao hơn hoặc thấp hơn đáng kể. Hiệu ứng vụ nổ vật lý được tạo ra bởi sự kết hợp của một lượng lớn năng lượng, bao trùm phổ điện từ, với môi trường xung quanh. Môi trường của vụ nổ (ví dụ: tàu ngầm, vụ nổ trên mặt đất, vụ nổ ngoài không khí hoặc ngoài khí quyển) xác định mức năng lượng được phân phối cho vụ nổ và bao nhiêu cho bức xạ. Nói chung, xung quanh một quả bom với các phương tiện dày đặc hơn, chẳng hạn như nước, sẽ hấp thụ nhiều năng lượng hơn và tạo ra các sóng xung kích mạnh hơn đồng thời hạn chế vùng ảnh hưởng của nó. Khi vũ khí hạt nhân chỉ được bao quanh bởi không khí, vụ nổ gây chết người và hiệu ứng nhiệt sẽ tăng nhanh hơn nhiều so với hiệu ứng bức xạ gây chết người khi năng suất nổ tăng lên. Bong bóng này nhanh hơn tốc độ âm thanh. Cơ chế sát thương vật lý của vũ khí hạt nhân (vụ nổ và bức xạ nhiệt) giống với cơ chế của chất nổ thông thường, nhưng năng lượng do một vụ nổ hạt nhân tạo ra thường mạnh hơn hàng triệu lần trên một đơn vị khối lượng và nhiệt độ có thể lên tới hàng chục triệu độ.
Năng lượng từ một vụ nổ hạt nhân ban đầu được giải phóng dưới một số dạng bức xạ xuyên qua. Khi có vật chất xung quanh như không khí, đá hoặc nước, bức xạ này tương tác và nhanh chóng làm nóng vật liệu đến nhiệt độ cân bằng (tức là sao cho vật chất ở cùng nhiệt độ với nhiên liệu cung cấp năng lượng cho vụ nổ). Điều này gây ra sự hóa hơi của vật liệu xung quanh, dẫn đến sự giãn nở nhanh chóng của nó. Động năng được tạo ra bởi sự giãn nở này góp phần hình thành một sóng xung kích giãn nở theo hình cầu từ tâm. Bức xạ nhiệt mạnh tại chấn tiêu tạo thành một quả cầu lửa hạt nhân, nếu vụ nổ ở độ cao đủ thấp, thường kết hợp với một đám mây hình nấm. Trong một vụ nổ ở độ cao lớn, nơi mật độ của bầu khí quyển thấp, nhiều năng lượng được giải phóng dưới dạng bức xạ gamma ion hóa và tia X hơn là một sóng xung kích dịch chuyển bầu khí quyển.